# Värnanäs naturreservat
Värnanäs naturreservat är ett naturreservat i Kalmar kommun i Småland (Kalmar län).
Området är skyddat sedan 2020 (gällande från 2023) och är 223 hektar stort. Det är belaget vid kusten sydost om Halltorp och består av havsstrandängar, öppna och trädklädda naturbetesmarker, ädellövskogar, lövsumpskogar, våtmarker och vattendrag.